# Die Detektive
Die Detektive ist ein österreichischer Light-Krimi, der ab 12. November 2014 in zehn Episoden auf ORF 1 ausgestrahlt wurde. Sendeplatz war der Mittwoch zur Hauptsendezeit, Regie führte jeweils Michael Riebl. Im Dezember 2014 gab der ORF bekannt, dass eine zweite Staffel der Serie geplant sei.

## Inhalt
Die Serie Die Detektive handelt von zwei Männern, die unterschiedlicher nicht sein könnten, einem überaus korrekten Buchhalter und einem fröhlichen Hippiekind. Die beiden sind Halbbrüder, die jedoch erst nach dem Tod ihres Vaters voneinander erfahren und dessen Detektei übernehmen. Sie lösen viele Fälle, wobei die Episoden nicht immer mit einem Mord beginnen.
Am Ende klären sie den Tod ihres Vaters auf und die Serie endet offen.

## Darsteller
| Schauspieler      | Rollenname         |
| ----------------- | ------------------ |
| Johannes Zirner   | Felix Kukla        |
| Serkan Kaya       | Ronnie Galafinides |
| Wolfgang Böck     | Wilhelm Kukla      |
| Iréna Flury       | Karin Mandl        |
| Katharina Straßer | Susi Lorenz        |
| Lukas Resetarits  | Bruno Lorenz       |
| Nina Hafner       | Lilli Lorenz       |
| Mercedes Echerer  | Lore Drexler       |
| Wolf Bachofner    | Viktor Manos       |

## Episoden
1. Wegen Todesfall geöffnet
2. Blackout
3. Bis der Tod uns scheidet
4. Zimtschnecken forever
5. Der Selbstmordjob
6. Skydiver
7. Oh, Baby
8. Das Geisterhaus
9. Bibi & Elfi
10. Vatertag